# Route nationale 591
Pour les articles homonymes, voir Route 591.
La route nationale 591 ou RN 591 était une route nationale française reliant Millau à Nant. À la suite de la réforme de 1972, elle a été déclassée en RD 991.

## Ancien tracé de Millau à Nant (D 991)
- Millau
- La Roque-Sainte-Marguerite
- Nant